# Никифоров, Константин Эммануилович
Константин Эммануилович Никифоров (21 мая (2 июня) 1812 — 31 мая (12 июня) 1891) — тайный советник, деятель по поземельному устройству крестьян.
Родился в Киевской губернии. В 1828 году поступил на службу в канцелярию киевского, волынского и подольского генерал-губернатора, где продолжал служить до образования Министерства государственных имуществ в 1837 году, где он занял должность правителя канцелярии второго департамента. В этой должности служил очень долго, оставив её в чине действительного статского советника, который получил 27 марта 1866 года. Будучи назначен управляющим отделением во временном отделе Министерства по поземельному устройству государственных крестьян, стал ближайшим помощником министра П. А. Валуева.
В 1880 году вышел в отставку с присвоением чина тайного советника за свою более чем 52-летнюю службу.
Похоронен на кладбище Александро-Невской Лавры.